# Трубопроводи ГПЗ Ферашбенд
Трубопроводи ГПЗ Ферашбенд – сукупність трубопровідних потужностей, котрі забезпечують роботу розташованого у іранській провінції Фарс газопереробного заводу.
У 1996 році за сотню кілометрів на південний захід від міста Шираз почав роботу ГПЗ Ферашбенд, зведений на родовищі Даллан. Втім, це завод також мав обслуговувати цілий газовидобувний район, що потребувало створення відповідної інфраструктури. Зокрема, до ГПЗ Ферашбенд були підключені:
- введене в розробку у 1999-му родовище Агар, від якого проклали два трубопроводи довжиною по 90 км – газопровід діаметром 600 мм та конденсатопровід діаметром 75 мм;
- запущене в першій половині 2010-х родовище Дей, від якого проклали газопровід довжиною 40 км та діаметром 350 мм; 
- введене в розробку в першій половині 2010-х родовище Сефір-Захуд, котре також сполучили з Ферашбендом двома трубопроводами довжиною по 90 км – газопроводом діаметром 500 мм та конденсатопроводом діаметром 150 мм.
У другій половині 2010-х узялись за проект збільшення видобутку на Агарі, в межах якого планується спорудити до ГПЗ Ферашбенд другу нитку газопроводу діаметром 600 мм та конденсатопровід діаметром 150 мм.
Після підготовки газ із високим вмістом сірководню відправляють по трубопроводу діаметром 1050 мм за кілька сотень кілометрів на північний захід для закачування у нафтові родовища провінції Хузестан, що повинне підтримувати в них пластовий тиск. При цьому отриманий з ГПЗ Ферашбенд ресурс спершу проходить через зведену на родовищі Карандж установку NGL-1600, де з нього вилучають певний обсяг зріджених вуглеводневих газів.
Підготований газ із низьким вмістом сірководню постачається споживачам через магістральний трубопровід IGAT III (починається південніше в районі берегових потужностей найбільшого в світі газового родовища Південний Парс та на своєму шляху проходить через Ферешбенд).
Виділений та зібраний на ГПЗ Ферашбенд конденсат відправляють до нафтопереробного заводу Шираз через конденсатопровід довжиною 231 км та діаметром 200 мм, розрахований на прокачування 10 тисяч барелів на добу.